# Pitágoras de Regio

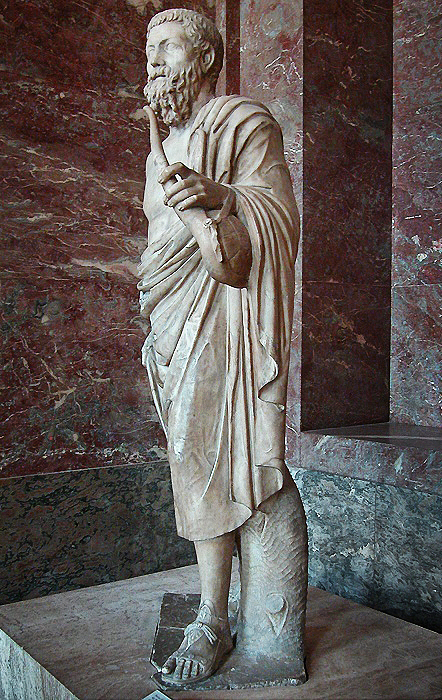
Estatua de un Músico con lira en el Museo del Louvre, París.

Pitágoras de Regio (Regio de Calabria hacia es una persona que se dedicó a siglo V a. C.) fue un escultor griego.

## Biografía
Nacido en Regio (actual Regio de Calabria), ciudad de la Magna Grecia (aunque es probable que Pitágoras naciese en Samos), vivió y trabajó en Regio, donde fue discípulo del gran maestro Clearco de Regio. El joven Pitágoras no solo superó a su maestro, sino también a todos los escultores que vivieron antes que él. Se le considera entre los cinco más famosos escultores griegos. Realizó numerosas obras en diferentes polis griegas y de la Magna Grecia, de Atenas a Siracusa.

## Obras
Pitágoras de Regio fue el primer escultor en tener en cuenta las proporciones de las esculturas y tener una atención especial con los más mínimos detalles de los cabellos, las arterias y las venas. Las características de su obra, descrita por los expertos más reconocidos en la estatuaria griega le han atribuido muchas obras maestras y ha tenido el soporte de la tesis de muchos historiadores contemporáneos como uno de los autores más probables de las estatuas de los Bronces de Riace, uno de los máximos ejemplos de la escultura griega.
Plinio el Viejo cita en un pasaje que Pitágoras de Regio superó en una ocasión a Mirón:

Pitágoras de Regio lo superó en Italia con el Pancratiasta dedicado en Delfos[...]  También hizo la estatua de Ástilo que se observa en Olimpia [...] en Siracusa después hizo un cojo (identificado como Filoctetes) de tal manera que también los que lo miran sienten el dolor de la herida [...] Pitágoras fue el primero en reproducir los tendones y las venas y el primero en tratar el cabello con más delicadeza que otros, subdividiéndolo con más precisión.
Plinio el Viejo XXXIV,59.

Muchas son las obras de Pitágoras de Regio, diversas estatuas de deportistas como el corredor Ástilo, y también el púgil Eutimo; el bronce que representa a Zeus en forma de buey que transporta Europa, la famosa cabeza de Perseo conservada en el Museo Británico de Londres y se le atribuye también la estatua del Auriga de Delfos.